# Daydream Nation
| Recensione          | Giudizio              |
| ------------------- | --------------------- |
| AllMusic            |                       |
| Onda Rock           | 9/10 (pietra miliare) |
| New Musical Express | 10/10                 |
| Pitchfork           | 10/10                 |
| The Guardian        |                       |
| 24.000 dischi       |                       |

Daydream Nation è un album doppio del gruppo statunitense Sonic Youth, pubblicato nel 1988 dalla Enigma Records negli Stati Uniti e dalla Blast First nella versione internazionale.

## Scrittura e registrazione
Il metodo di scrittura standard dei Sonic Youth vedeva Thurston Moore portare idee per la melodia e gli accordi su cui il gruppo passava diversi mesi per trasformarli in canzoni complete. Invece di ridurre le canzoni come la band aveva fatto nei precedenti album, il processo di scrittura di Daydream Nation risultò in lunghe jam session, alcune delle quali della durata di oltre mezz'ora. Diversi amici del gruppo, incluso Henry Rollins, apprezzavano le lunghe improvvisazioni dal vivo della band e dissero loro che i dischi non erano mai riuscirsi a replicarli. Con Moore in fervente creatività, l'album dovette diventare un album doppio.
I Sonic Youth registrarono Daydream Nation allo studio Greene Street di New York. L'ingegnere dello studio, Nick Sansano, era solito lavorare con artisti hip hop. Sansano non sapeva molto dei Sonic Youth ma era a conoscenza che la band aveva un suono aggressivo, così mostrò loro i suoi lavori con "Black Steel in the Hour of Chaos" dei Public Enemy e "It Takes Two" di Rob Base and DJ E-Z Rock. Il gruppo apprezzò il suono di quei dischi. I Sonic Youth prenotarono lo Studio A per tre settimane, a partire dalla metà del luglio 1988. La band pagò mille dollari al giorno per lo studio, il massimo di quanto aveva pagato per registrare un album fino a quel momento.
A causa della quantità di preparazione che la band aveva messo nel comporre la sua musica, il processo di registrazione fu efficiente. La sessione fu accelerata verso la fine, quando Paul Smith, capo dell'etichetta del gruppo britannico Blast First, aveva fissato un mastering per il 18 agosto. Come risultato di ciò, Kim Gordon non fu felice di alcune delle registrazioni della sua voce. >La band trascorse una notte intera a creare il missaggio finale per le tre canzoni di "Trilogy" perché potesse essere masterizzata la mattina successiva. La registrazione alla fine costò 30.000 dollari, portando Moore a riferirsi all'album come "il nostro primo disco non economico".

## Titolo e packaging
Il titolo di Daydream Nation proviene dalla canzone "Hyperstation". I Sonic Youth considerarono anche il titolo Tonight's the Day, dal testo di "Candle", che fa riferimento all'album di Neil Young del 1975 Tonight's the Night. La copertina di Daydream Nation vede il dipinto del 1983 di Gerhard Richter Kerze ("Candela"). Il retro della copertina è un dipinto simile di Richter del 1982. I quattro lati della versione vinile e i due CD vedono quattro simboli, ognuno rappresentante un membro della band, in omaggio, e come parodia, al quarto album dei Led Zeppelin. I simboli sono l'infinito (∞) per Ranaldo (in riferimento all'album del 1987 From Here to Infinity), femmina (♀) per Gordon, un'omega maiuscola (Ω) per Moore (in riferimento al leone, il suo segno zodiacale) e il disegno di un angelo-demone bambino che regge delle bacchette da batteria per Shelley.

## Pubblicazione e promozione
Daydream Nationfu pubblicato il 18 ottobre 1988, in compact disc, musicassetta e doppio vinile. Non entrò in classifica negli Stati Uniti ma raggiunse la posizione 99 nella classifica britannica. Furono pubblicati tre singoli accompagnati da un video musicale: "Teen Age Riot" (nel 1988 su vinile da 12 pollici e CD), "Providence" (nel Regno Unito nel 1989), "Candle" (ottobre 1989 su vinile da 12 pollici), e una versione dal vivo di "Silver Rocket" per gli abbonati di Forced Exposure. La canzone "Teen Age Riot" divenne popolare nelle radio alternative e raggiunse la posizione numero 20 nell'appena creata Modern Rock Tracks di Billboard. I Sonic Youth promossero l'album con un tour in Nord America da ottobre a dicembre 1988, concentrandosi quasi esclusivamente sul materiale del disco. Nel 1989 andarono in tour in Nuova Zelanda, Australia, Giappone, Unione Sovietica ed Europa, concludendo l'anno con la prima apparizione televisiva su un network nazionale a—on the syndicated Night Music—suonando "Silver Rocket". Nel 2007 suonarono l'album dal vivo come parte dei concerti chiamati Don't Look Back, dopo di che andarono in tour in Europa e Australia fino al 2008.

## Accoglienza ed eredità
Daydream Nation ricevette una grande acclamazione dai critici contemporanei. Billboard lo definì "il supremo compimento" della tecnica dei Sonic Youth. Assegnando all'album il voto "A" in The Village Voice, Robert Christgau ritenne che il disco fosse "un trionfo filosofico". Robert Palmer di Rolling Stone' gli assegnò tre stelle e mezzo su cinque e disse che esso dimostra "l'ampia palette armonica e abilità di scrittura" dell'"influente quartetto", presentando contemporaneamente "la definitiva band di chitarre degli anni ottanta al massimo del suo potere e prescienza".
Anche la stampa britannica apprezzò Daydream Nation: Q parlò di un "rumore coinvolgente"; NME lo definì "il più radicale e politico album dell'anno" e gli diede la votazione massima di dieci; mentre Record Mirror gli assegnò cinque stelle su cinque, affermando che i Sonic Youth fossero "la miglior band dell'universo".
Al termine del 1988, Daydream Nation apparve in diverse classifiche dei migliori dischi dell'album, venendo piazzato al numero 2 da Rolling Stone, al numero 1 da CMJ e al numero 9 da NME. Fu inoltre votato al numero due nell'annuale sondaggio Pazz & Jop di The Village Voice, e ciò fece realizzare alla band quanto l'album avesse avuto un impatto. Christgau, il creatore e supervisore del sondaggio, lo nominò quarto miglior album nella sua classifica del 1988.
Daydream Nation ha continuato a ottenere acclamazioni. Secondo Matthew Stearns, autore del libro 33⅓ dedicato all'album, è stato "rumorosamente canonizzato come una svolta nelle cronache dell'espressione dell'avant-rock". Stearns scrisse che Daydream Nation formò la "Santa Trinità" dei primi doppi album dell'indie rock, con Zen Arcade degli Hüsker Dü e  Double Nickels on the Dime dei Minutemen, giudicando che i tre lavori "assieme segnano un periodo di espansione creativa senza precedenti in termini di possibilità per la musica rock americana underground".
In una recensione retrospettiva per AllMusic, Stephen Thomas Erlewine lo definì "un capolavoro dell'art rock post-punk " che dimostra il grado in cui "il rumore e l'autocoscienza dell'avant art possono essere incorporati nel rock e i risultati sono niente meno che sorprendenti". Jon Matsumoto del Los Angeles Times lo definì il capolavoro del gruppo.
Greg Kot, scrivendo nel Chicago Tribune, lo definì uno degli album più riconoscibili degli anni ottanta. Nel recensire la versione deluxe del 2007, Christgau affermò che Daydream Nation aveva reso il rock alternativo "una forza vitale" e rimarcò che, assieme al "vitale" disco bonus, l'album rimase un ascolto onesto e da brividi. In Spin, Will Hermes disse che "è forse la più grande affermazione di art-punk di sempre", mentre John Mulvey di Uncut lo definì un radicale "capolavoro".
Nel 2002 Pitchfork classificò Daydream Nation al numero 1 tra i migliori cento album degli anni ottanta (il disco scese al numero 7 nella lista del 2018). Spin l'ha posizionato al numero 13 nella lista dei cento migliori album tra il 1985 e il 2010, Slant Magazine' al numero 30 tra i migliori album degli anni ottanta mentre Rolling Stone al numero 45 tra i miglior album del decennio. La Spin Alternative Record Guide (1995) lo nominò nono miglior album alternativo, mentre fu classificato 11º dalla rivista Guitarist nella lista del 2000 dei 101 migliori dischi di chitarra. Nel 2003 l'album è stato classificato al numero 328 da Rolling Stone nella sua lista dei migliori 500 album di sempre, e di nuovo nel 2012, mentre è salito al 171º posto nell'edizione del 2020.
Daydream Nation è stato uno dei 50 dischi scelti dalla Biblioteca del Congresso per essere aggiunto alla National Recording Registry nel 2006.
Daydream Nation è stato definito da David Bowie "un album straordinario."

## Tracce

### Disco 1
Lato A
1. Teen Age Riot – 6:57
2. Silver Rocket – 3:47
3. The Sprawl – 7:42

Lato B
1. 'Cross the Breeze – 7:00
2. Eric's Trip – 3:48
3. Total Trash – 7:33

### Disco 2
Lato A
1. Hey Joni – 4:23
2. Providence – 2:41
3. Candle – 4:58
4. Rain King – 4:39

Lato B
1. Kissability – 3:08
2. Trilogy – 14:05

## Formazione
- Thurston Moore - voce, chitarra, pianoforte
- Lee Ranaldo - chitarra, voce in Eric's trip, Hey Joni, Rain king
- Kim Gordon - basso, voce in The Sprawl, ’Cross the Breeze, Kissability, Eliminator Jr.
- Steve Shelley - batteria

## Classifiche
| Class. (1988) | Pos. massima |
| ------------- | ------------ |
| Regno Unito   | 99           |
| Class. (2007) | Pos. massima |
| Belgio        | 91           |